# Bilans uspeha
Bilans uspeha je finansijski izveštaj u kome se prikazuju prihodi i rashodi privrednog društva sa ciljem utvrđivanja rezultata poslovanja (ostvarene dobiti ili gubitka) u određenom vremenskom periodu.
Logično, sadržinu bilansa uspeha čine prihodi i rashodi sa tim da se naročito ističe struktura prihoda i rashoda.

## Struktura prihoda
Prihodi su razvrstani u četiri grupe:
- Prihodi od prodaje robe i usluga (poslovni prihodi) — ova vrsta prihoda čini osnov poslovanja privrednog društva.
- Finansijski prihodi — ovu vrstu prihoda čine uglavnom prihodi od kamata i dividendi
- Vanredni prihodi — ova vrsta prihoda nastaje po osnovu prodaje hartija od vrednosti, osnovnih sredstava za rad privrednog društva, smanjenja obaveza i sl.
- Revalorizacioni prihodi — nastaju po osnovu revalorizacije osnovnih sredstava, kapitala, finansijskih plasmana i dr.

## Struktura rashoda
Isto kao i prihodi i rashodi su podeljeni u četiri grupe:
- Poslovni rashodi — u poslovne rashode spada nabavna vrednost prodate robe, troškovi materijala, zarada, amortizacije i slično.
- Finansijski rashodi — uglavnom su to rashodi po osnovu kamata ili negativnih kursnih razlika.
- Vanredni rashodi — nastaju kao posledica nepredviđenih poslovnih događaja na koje privredno društvo ne može da utiče.
- Revalorizacioni rashodi — ova vrsta rashoda nastaje po osnovu revalorizacije kapitala.

## Literatura
- SLOVIĆ, Dragoslav: Knjigovodstvo troškova, Beograd: Privredapublik, 1988 P-3983

## Spoljašnje veze
- Analiza bilansa uspeha